# Chronik der Regierungskrise in der Elfenbeinküste im März 2011
Die Chronik der Regierungskrise in der Elfenbeinküste im März 2011 erfasst die Ereignisse im Zusammenhang mit der Regierungskrise in der Elfenbeinküste 2010/2011.
Die Chronologie ist nach Jahren und Monaten geordnet. Ereignisse die über einen längeren Zeitraum wirken sind am frühestmöglichen Datum einsortiert.
| Datum                               | Ereignis            | Ort                    | Beschreibung | Anmerkung, Quellen   |
| ----------------------------------- | ------------------- | ---------------------- | --- | -------------------- |
| 2. März                             | Sicherheitsrat      |                        | Der Sicherheitsrat der Vereinten Nationen drückte seine Sorge über ein Wiederaufflammen des Bürgerkrieges aus und verurteilte „Drohungen, Zerstörungen und sinnlose Gewalt“. | [ 1 ]                |
| 3. März                             | Einschätzung        |                        | Die International Crisis Group warnte in ihrem Afrikabericht vor einem kurz bevorstehenden Bürgerkrieg in der Elfenbeinküste. Laurent Gbagbo sei gewillt an der Macht zu bleiben, auch wenn das für das Land Anarchie und den wirtschaftlichen Niedergang bedeuten würde. Die wahrscheinlichste Entwicklung sei ein „bewaffneter Konflikt mit massiver Gewalt gegen Zivilisten“, der militärische Interventionen der Nachbarstaaten zur Folge haben könnte. | [ 1 ] [ 2 ]          |
| 3. März                             | Opfer/Flüchtlinge   |                        | Laut den Vereinten Nationen (UNO) flüchteten seit der strittigen Präsidentschaftswahl 200.000 Menschen vor den Kämpfen. Mindestens 365 Personen verloren bei den Kämpfen ihr Leben. Da das ivorische Militär nur selten Zahlen eigener Toter und getöteter Zivilisten herausgibt, ist diese Zahl als untere Grenze anzusehen. | [ 3 ]                |
| 3. bis 3. März                      | Kämpfe              |                        | In 24 Stunden kamen, vor allem in Abidjan, 26 Personen bei Kämpfen ums Leben. | [ 3 ]                |
| 3. März                             | Opfer               | Abidjan                | Bis zu zehn Frauen wurden bei einer Kundgebung für Alassane Ouattara von Uniformierten getötet, die aus Fahrzeugen heraus mit schweren Maschinengewehren willkürlich in die Menge der mehreren hundert Demonstrantinnen schossen. Ein Sprecher der Streitkräfte Gbagbos bezeichnete den Vorfall als Irrtum. | [ 3 ] [ 4 ]          |
| 3. März                             | Wirtschaft          |                        | Viele Unternehmen hatten ihre ausländischen Mitarbeiter evakuiert. Während der Schokoladenproduzent Barry Callebaut noch weiterproduzierte, hatte der Zementfabrikant Holcim sie zu diesem Zeitpunkt schon ausgeflogen. Société Générale de Surveillance befand sich mitten in der Evakuierung und Nestlé betrieb nur mehr eine eingeschränkte Arbeitstätigkeit. | [ 3 ] [ 5 ]          |
| 4. März                             | Kämpfe              | Abobo in Abidjan       | Der Stadtteil befand sich vollständig unter der Kontrolle der sogenannten „Unsichtbaren Kommandos“. Ein „Kapitän Aka“, der sich als ihr Anführer ausgab, behauptete weder Gbagbo noch Ouattara zu unterstützen. | [ 4 ]                |
| 4. März                             | Opfer               | Yopougon in Abidjan    | Seit 28. Februar wurden in dem Stadtteil laut Zeitungsberichten mindestens acht Zivilisten lebendig verbrannt. | [ 4 ]                |
| 7. März                             | Kämpfe              |                        | An der alten Frontlinie des Bürgerkrieges in der Mitte des Landes nahmen die Rebellen der Forces Nouvelles de Côte d’Ivoire (FN) Toulépleu und in den Tagen darauf weitere Städte ein. Gleichzeitig weiteten sich die Kämpfe in Abidjan aus, wobei die Anhänger Ouattaras zunehmend die Oberhand bekamen und auf den Präsidentenpalast, den Sitz Gbagbos, vorrückten. Diese bewaffneten Anhänger Ouattaras in Abidjan nannten sich "Unsichtbaren Kommandos" und hatten weitgehend die Kontrolle über Abobo übernommen. | [ 6 ] [ 7 ] [ 8 ]    |
| 7. März                             | Kakao               |                        | Gbagbo verbot mit einem Dekret, das im staatlichen Fernsehen verlesen wurde, den Handel von Kakao. Dieser dürfe ab sofort nur noch an den Staat verkauft und über ihn exportiert werden. | [ 9 ] [ 10 ]         |
| 8. März                             | Kakao               |                        | In den Lagern der Elfenbeinküste befanden sich, wegen der internationalen Sanktionen, geschätzte 475.000 Tonnen Kakaobohnen. | [ 10 ]               |
| 8. März                             | Kakao               |                        | Der Kakaopreis reagierte auf das Dekret von Gbagbo vom Vortag mit einem weiteren Preissprung. Anfang März befand sich der Kurs mit 3775 Dollar je Tonne auf einem Höchststand seit 32 Jahren. Analysten der Commerzbank rechneten bei einer weiteren Eskalation der Situation mit einem Anstieg auf mehr als 4000 Dollar pro Tonne. | [ 10 ]               |
| 8. März                             | Flugverbot          |                        | Gbagbo verhängte ein Flug- und Landeverbot für Flugzeuge der Opération des Nations Unies en Côte d’Ivoire (ONUCI) und der französischen Opération Licorne über ivorisches Gebiet. | [ 11 ]               |
| 8. März                             | Kämpfe              | Abidjan                | Nach einem Frauenmarsch, der Folgeveranstaltung der Kundgebung, bei dem am 3. März sieben Frauen getötet wurden, kam es zu gewalttätigen Auseinandersetzungen zwischen bewaffneten Jugendlichen und der Präsidialgarde. Dabei starben vier Menschen. Die von bewaffneten Ouattara-Anhängern beschützte Frauenkundgebung selbst verlief ohne Zwischenfälle. | [ 12 ]               |
| 8. März                             | Kämpfe              | Port-Bouët in Abidjan  | Eine Kundgebung von circa 200 Frauen wurde von 50 Gbagbo-Milizionären mit Macheten und Gewehren angegriffen. | [ 12 ]               |
| 8. März                             | Kämpfe              | Treichville in Abidjan | Eine Friedenskundgebung von Christen und Muslimen wurde von Sicherheitskräften angegriffen, nachdem jugendliche Demonstranten die Läden von als Gbagbo-treu geltenden Libanesen geplündert hatten. | [ 12 ]               |
| 8. März                             | Flüchtlinge         |                        | Der Hohe Flüchtlingskommissar der Vereinten Nationen (UNHCR) zählte 300.000 Menschen, die innerhalb Abidjans auf der Flucht seien. Dazu kämen 75.000, die vom Westen der Elfenbeinküste nach Liberia flüchteten. Die Internationale Organisation für Migration (IOM) sprach zusätzlich von 70.000 Flüchtlingen in den westivorischen Bergwaldgebieten. | [ 12 ]               |
| 8. März                             | Flüchtlinge         | Duékoué und Guiglo     | Die IOM gab an, dass sie die Arbeit in den Städten einstelle, weil Gbagbo-Anhänger südlich der Straße Tolepleu-Bloléquin Migranten (unter anderem aus Burkina Faso) sowie Ivorer dazu zwingen in die Wälder im Norden von Toulépleu zu fliehen. | [ 12 ]               |
| 9. März                             | Kakao               |                        | Das französische Außenministerium bezeichnete das Dekret vom 7. März, das den Kakaohandel verstaatlichte, für ungültig, da die Regierung Gbagbo nicht legitim sei. | [ 13 ]               |
| 9. März                             | Diplomatie          |                        | Ouattara verließ zum ersten Mal das Hotel du Golf, wo er seit Beginn der Krise unter dem Schutz von 800 UN-Blauhelmsoldaten ausharrt, um zu einer Sondersitzung des Sicherheitsrates der Afrikanischen Union (AU) in die äthiopische Hauptstadt Addis Abeba. Diese findet am 10. März statt. Gbagbo ließ sich vertreten. | [ 12 ]               |
| 10. März                            | Diplomatie          | Afrika                 | Die Afrikanische Union (AU) erkannte Ouattara als Präsidenten an. Bei einer Sondersitzung ihres Sicherheitsrats in Äthiopien verlangte sie die sofortige Einsetzung ins Amt durch die ivorischen Behörden. Sie beschloss außerdem die Installation eines Sonderbeauftragten, der in den folgenden zwei Wochen die Verhandlungen zum Rückzug Gbagbos führen sollte. Ouattara war persönlich bei der Sitzung anwesend, während Gbagbo zwei Vertreter schickte. Einer der Vertreter Gbagbos, Pascal Affi N’Guessan, bezeichnete die Beschlüsse als „inakzeptabel“ und warf der AU vor, die Schuld an möglichen weiteren Eskalationen zu tragen. Als Termin für die nächste Sondersitzung wurde der 24. März festgelegt. | [ 14 ] [ 15 ]        |
| 10. März                            | Kämpfe              | Tiébissou              | Aus der in der Pufferzone gelegenen Stadt wurde seit 20.00 Uhr abends von schweren Artilleriefeuer berichtet, das bis in die späte Nacht anhielt. | [ 16 ]               |
| Wochenende des 12. und 13. März     | Kämpfe              | Abobo in Abidjan       | Truppen von Gbagbo starteten die bisher intensivste Offensive. Sie wurden aber zurückgeschlagen. Eingesetzt wurden schwere Waffen, Panzer und Truppentransporter. Kämpfe wurden in der Gegend des Bahnhofs gemeldet. | [ 8 ] [ 17 ]         |
| Wochenende des 12. und 13. März     | Kämpfe              | Doké                   | Die Rebellen setzten ihre Offensive fort und nahmen, nach eigenen Angaben, die vierte Ortschaft ein. | [ 8 ]                |
| 14. März                            | Kämpfe              |                        | Die Rebellen melden die Einnahme einer vierten Stadt im Westen des Landes. | [ 18 ]               |
| 14. März                            | Hotel du Golf       | Abidjan                | Ouattara war von der Sondersitzung der AU zurückgekehrt. | [ 18 ]               |
| Nacht vom 14. auf 15. März          | Kämpfe              | Adjamé in Abidjan      | In dem Stadtteil versuchten Kämpfer der Unsichtbaren Kommandos eine Kaserne der Bereitschaftspolizei CRS zu stürmen. | [ 8 ] [ 19 ]         |
| Nacht vom 14. auf 15. März          | Kämpfe              | Yopougon in Abidjan    | Die Residenz von Philippe Mangou, dem Oberbefehlshaber der Streitkräfte, wurde attackiert. | [ 8 ] [ 6 ]          |
| 15. März                            | Generalmobilmachung |                        | Gbagbo rief die Kommandierenden der Teilstreitkräfte zu sich, um sich ihrer Unterstützung zu versichern. Charles Blé Goudé, Anführer der Jeunes Patriotes und Anhänger Gbagbos, kündigte am gleichen Tag eine Generalmobilmachung an. | [ 19 ]               |
| 17. März                            | Kämpfe              | Abobo in Abidjan       | Laut dem Sprecher der Operation der ONUCI, Hamadane Toure, starben 30 Zivilisten durch sechs von Gbagbos Truppen abgeschossene Raketen auf einem Markt. | [ 20 ]               |
| 17. März                            | FRCI                |                        | Ouattara rief per Dekret die Forces républicaines de Côte d’Ivoire (FRCI) ins Leben. Sie sollen sich aus den FN und ihm loyalen Angehörigen der Streitkräfte zusammensetzen und die zukünftige Armee der Elfenbeinküste darstellen. | [ 21 ]               |
| 17. März                            | Kämpfe              | Duékoué                | Kämpfe zwischen Truppen von Gbagbo und Einheiten der Rebellenkoalition, die Ouattara unterstützen, wurden gemeldet. | [ 22 ]               |
| 20. März                            | Offensive           |                        | Die FRCI begannen ihre erste größere Offensive. Seitdem wurde die Verteidigung der Stadt Duékoué, angeblich mit Hilfe aus Liberia massiv durch die Gbagbo-treue Befreiungsfront des Großen Westens (FLGO) verstärkt. | [ 23 ]               |
| 21. März                            | Flüchtlinge         |                        | Die UNO gab bekannt, dass seit Beginn der Konflikte circa 300.000 Menschen flüchteten, die Mehrheit von ihnen aus Abidjan. | [ 24 ]               |
| 21. März                            | Propaganda          |                        | Gbagbos Jugendminister Charles Blé Goudé gab bekannt, dass die Regierung vorhabe, Waffen an loyale Bevölkerungsteile auszugeben. | [ 25 ]               |
| 21. März                            | Kämpfe              | Aboudé-Mandéké         | Jugendliche stoppten einen Bus mit dreißig aus Mali, Niger, Burkina Faso und Mauretanien stammenden Reisenden. Sie plünderten den Bus, der auf dem Weg nach Norden war, und erschlugen einen Passagier. | [ 25 ]               |
| 2. März                             | Massaker            | Bedi-Gouzan            | Human Rights Watch (HRW) meldete ein Massaker in dem Dorf nahe Duékoué. Dabei sollen 27 Einwanderer aus Mali getötet worden sein. Die Angreifer waren mit Gewehren, Raketenwerfern und Macheten bewaffnet. Die Täter sollen lokale FLGO-Milizionäre gewesen sein. | [ 23 ]               |
| 22. März                            | Flüchtlinge         | Duékoué                | In der katholischen Mission befanden sich tausende Flüchtlinge. Im weiteren Kriegsverlauf stieg die Zahl auf etwa 40.000 an. | [ 23 ]               |
| 24. März                            | Offensive           |                        | Die FN setzten ihre Offensive an der Grenze zu Liberia im Westen der Elfenbeinküste fort und standen vor Guiglo. Nach eigenen Angaben wollten sie die Region von liberianischen Milizen, die Gbagbo beistehen, säubern. Laut Angaben der Onuci war die Situation chaotisch und es kam zu Plünderungen. So wurde ein Lager des UNHCR von Milizionären geplündert. | [ 25 ]               |
| 24. März                            | Opfer               |                        | Laut Angaben der UNO kamen seit Beginn der Krise 462 Menschen um. | [ 25 ]               |
| 25. März                            | Flüchtlinge         |                        | Das UNHCR gab bekannt, dass die Flüchtlingszahlen sprunghaft angestiegen sind. Nach Schätzungen wurden inzwischen über eine Million Menschen alleine aus Abidjan vertrieben. | [ 26 ]               |
| 25. März                            | Diplomatie          | Frankreich             | Nicolas Sarkozy forderte eine UN-Resolution, die schwere Waffen in Abidjan verbieten sollte. | [ 26 ]               |
| 25. März                            | Menschenrechte      |                        | Der UN-Menschenrechtsrat beschloss eine von Nigeria eingebrachte Resolution. Diese forderte, dass die Gewalt beendet und die Arbeit der humanitären Organisationen erleichtert werden soll. Außerdem wurde eine Untersuchungskommission entsandt, die im Juni 2011 einen Zwischenbericht vorlegen soll. | [ 27 ]               |
| 26. März                            | Diplomatie          |                        | Ouattara lehnte José Brito als Vermittler der AU mit der Begründung ab, Brito würde persönliche Kontakte zu Gbagbo pflegen. | [ 28 ]               |
| Nacht vom 27. auf den 28. März      | Offensive           | Bondoukou              | Die Rebellen brachten die nordöstliche Stadt unter ihre Kontrolle. | [ 29 ]               |
| Nacht vom 27. auf den 28. März      | Kämpfe              | Abidjan                | Bei Kämpfen starben mehrere Menschen. | [ 29 ]               |
| Morgen des 28. März                 | Kämpfe              | Duékoué                | Unter dem Kommando von Lossani Fofana rückten die FRCI an mehreren Stellen in die Stadt ein und lieferten sich schwere Kämpfe mit Milizen der FLGO die von der FRCI als „Söldner und Milizionäre“ bezeichnet wurden. Laut FRCI treuen Zeitungen gab es viele Tote. | [ 23 ]               |
| Zwischen dem 28. und 30. März       | Massaker            | Duékoué                | Mehrere Hundert Menschen kamen bei einem Massaker ums Leben. Das Internationale Komitee vom Roten Kreuz (IKRK) sprach von mehr als 800 Opfern. Die Stadt war am Vortag von Truppen Ouattaras eingenommen worden. Der Großteil der Opfer sei durch Ouattara-Truppen getötet worden. Zuvor hätten Milizen und Söldner Gbagbos vorwiegend Menschen aus dem Norden des Landes angegriffen und mehr als 100 getötet. | [ 30 ] [ 31 ]        |
| 28. März                            | Offensive           |                        | Die FRCI beschleunigten mit der Operation Wiederherstellung von Frieden und Demokratie ihren Vormarsch auf der ganzen Breite der Pufferzone massiv. Zuvor wurden Gespräche zwischen der Führung der Forces armées nationales de Côte d’Ivoire (FANCI) und der paramilitärischen Gendarmerie über ein Ende des Widerstandes gegen Ouattara geführt. Sichtbares Zeichen der Verhandlungen war die Aufhebung der Blockade des Hotel du Golf. | [ 32 ] [ 33 ]        |
| 28. März                            | Offensive           |                        | Außer in Duékoué trafen die FRCI bei ihrer Offensive auf wenig Widerstand. | [ 5 ]                |
| 28. März                            | Offensive           |                        | Laut eigenen Angaben befanden sich Truppen der FRCI bereits 100 Kilometer südlich von Bondoukou. | [ 32 ]               |
| 28. März                            | Plünderungen        | Kokoma in Duékoué      | In dem Migrantenviertel wurde der lokale Imam getötet und Häuser angezündet und ausgeplündert. | [ 23 ]               |
| 29. März                            | Offensive           | Daloa                  | Laut eigener Aussage der Rebellen kontrollierten sie am 29. März unter anderem die Stadt. | [ 29 ]               |
| Morgen des 29. März                 |                     | Duékoué                | Die erste größere Stadt wurde durch die Rebellen erobert. Anderen Berichten zufolge wurde sie schon am 28. März erobert. Erstmals zeigte sich der Umfang des Vormarschs, weshalb die Gbagbo-Streitkräfte die Stadt besonders hartnäckig verteidigten. | [ 23 ] [ 29 ] [ 32 ] |
| 29. März                            | Offensive           |                        | In der Abidjaner Zeitung Nord-Sud wurde noch am 29. März der lokale Gbagbo-Armeekommandant Célestin Koffi mit den Worten zitiert: „Duékoué kann nicht fallen, das ist nicht möglich, das ist nicht einmal denkbar.“. In den Tagen zuvor errichteten FLGO-Milizionäre Straßensperren, an denen sie Geld forderten, plünderten ein UNHCR-Lager in der Stadt, raubten Fahrzeuge von "Ärzte ohne Grenzen" und zündeten Häuser von Nord- und Zentralivorern an. | [ 23 ]               |
| 29. März                            | Plünderung          | Duékoué                | Die Zeitung Fraternité-Matin in Abidjan sprach zwei Tage später, am 31. März, von der Plünderung der Präfektur, der Unterpräfektur, der Steuerbehörde, der Stadtkasse und der Häuser der Gbagbo-Wahlkampfleitung in Duékoué durch die Eroberer. | [ 23 ]               |
| 29. März                            | Offensive           |                        | Nach der Einnahme von Duekoue ging der Widerstand der Truppen Gbagbos massiv zurück und wurde später erst wieder bei der Einnahme von Abidjan größer. | [ 23 ]               |
| 29. März                            | Opfer               | Duékoué                | Einheiten von Ouattaras sollen laut HRW bei der Einnahme der Stadt viele mutmaßliche Gbagbo-Anhänger exekutiert, ihre Frauen vergewaltigt und ihre Häuser niedergebrannt haben. | [ 34 ]               |
| 29. März                            | Opfer               | Duékoué                | Laut Aussage des IKRK wurden am ganzen Tag 800 Menschen der Stadt getötet. Die Caritas sprach von mehr als 1000 Toten und Vermissten. ONUCI gab die Zahl der Toten bis zum 31. März mit 330 an. | [ 21 ] [ 35 ]        |
| 29. März                            | Massaker            | Duékoué                | ONUCI fand 130 Leichen in zwei Massengräbern. Außerdem wurden 200 Tote in den Straßen gefunden. Laut UN sind die Verantwortlichen in 230 Fällen die von der FRCI und in 100 Fällen ist die FLGO verantwortlich. | [ 23 ] [ 21 ]        |
| 29. März                            | Massaker            | Duékoué                | Die IKRK gaben als Grund für das Massaker „ethnische Rivalitäten“ an. | [ 21 ]               |
| 29. März                            | Massaker            | Duékoué                | Laut den Angaben von ONUCI wurden während des Kampfes um Duékoué 100 Menschen von Gbagbo-Milizen ermordet und sprach von einem „Kriegsverbrechen“. | [ 23 ]               |
| 29. März                            | Massaker            | Duékoué                | Die ONUCI gab an, dass in Duekoue 230 Menschen von Dozo, Mitgliedern traditioneller Jägerbünde aus dem Norden der Côte d’Ivoire, getötet worden seien. Ouattara behauptete, dass die Dozo nicht in der FRCI dienen würden, was Berichten widerspricht, dass beim Einmarsch der FRCI in Abidjan Dozo an ihrem Kopfschmuck und Amuletten erkannt wurden. | [ 21 ]               |
| 29. März                            | Massaker            | Duékoué                | Laut einer vorläufigen Untersuchung der Menschenrechtsabteilung der ONUCI besetzten FRCI-Soldaten das FLGO-Milizenquartier „Colombo“ teilten die Menschen in Frauen bzw. Kinder und Männer ein. Die Männer wurden anschließend weggeführt und hingerichtet. | [ 23 ]               |
| 29. März                            | Geheim              |                        | Die UNO bestätigte Untersuchungen zu dem Verschwinden vertraulicher Dokumente. Diese sollen die Daten von Helikoptereinsätze zum Thema gehabt haben. Die Informationen seien möglicherweise an Gbagbo gegangen, der sie für die Entführung von zwei seit Anfang Februar vermissten UN-Mitarbeitern verwendet haben könnte. | [ 28 ]               |
| 29. März                            | Massaker            | Duékoué                | Die Menschenrechtsorganisation Internationale Föderation für Menschenrechte (FIDH) behauptet, seit November seien in Duékoué mindestens 800 Menschen eines gewaltsamen Todes gestorben. Ihren Angaben zufolge habe es am 29. März Augenzeugen zufolge „gezielte Hinrichtungen von Personen der Guéré-Ethnie im Stadtteil Carrefour“ gegeben. | [ 23 ]               |
| 29. März                            | Massaker            | Duékoué                | Laut der Ivorischen Menschenrechtsliga (LIDHO) fanden an dem Tag 816 Männer den Tod. Die Organisation sprach von einer Völkermordtat aus Rache der schon sehr viele ähnliche Fälle in Duékoué vorausgegangen seien. Die LIDHO behauptet außerdem das von Gbagbos Streitkräften rekrutierte Milizen aus Liberia hätten in Guiglo mehrere Dutzend Menschen getötet. | [ 23 ]               |
| 29. März                            | Massaker            | Duékoué                | Ein Sprecher der FRCI lehnte die Verantwortung ab. Die Toten seien „Milizionäre, keine Zivilisten“ gewesen. Ihm zufolge fand die FRCI aber zahlreiche Massengräber der Gbagbo-Milizen in anderen Städten. | [ 23 ]               |
| 29. März                            | Kämpfe              | Anyama                 | Aus der Stadt nahe Abidjan wurden schwere Gefechte gemeldet. | [ 32 ]               |
| 29. März                            | Flüchtlinge         |                        | Aus dem Norden von Abidjan flüchteten bis zu dem Tag schon Hunderttausende. Circa 110.000 Ivorer verließen ihr Land bis dahin Richtung Liberia. | [ 32 ]               |
| 29. März                            | Offensive           | Daloa                  | Ein Stadtbewohner sprach von FRCI-Truppen auf den Straßen und Applaus der Stadtbewohner für sie. Die Fallschirmjägerakademie in der Stadt soll übernommen worden sein und der Leiter wurde angeblich von Soldaten der FRCI getötet. | [ 32 ]               |
| Nachmittag des 30. März             | Offensive           |                        | Die Forces républicaines de Côte d’Ivoire rückten in die Hauptstadt Yamoussoukro und in Abengourou und Bouaflé ein. | [ 36 ] [ 37 ] [ 38 ] |
| 30. März                            | UNO                 |                        | Das Mandat der ONUCI wurde robuster gestaltet. So wurde den UN-Soldaten erlaubt, bei dem Einsatz schwerer Waffen gegen die Zivilbevölkerung, einzuschreiten. | [ 39 ]               |
| 30. März                            | Sicherheitsrat      |                        | Der UNO-Sicherheitsrat beschließt am 30. März (Ortszeit) weitere Sanktionen gegen Gbagbo. In der, von Nigeria und Frankreich eingebrachten, Resolution 1975 wird Laurent Gbagbo, seine Frau Simone, der Generalsekretär der Präsidentschaft Désiré Tagro, der Vorsitzende der Front Populaire Ivoirien Pascal Affi N’Guessan und der enge Berater Gbagbos Alcide Djédjé mit Reiseverbot belegt. Zusätzlich wurden die Konten der Betroffenen eingefroren. Gbagbo könne die Sanktionen abwenden, indem er unverzüglich sein Amt niederlege. | [ 40 ] [ 41 ] [ 40 ] |
| Abend des 30. März                  | Flucht              | Abidjan                | Philippe Mangou, der Armeechef Gbagbos, flüchtete zusammen mit seiner Familie in die südafrikanische Botschaft in Abidjan. Gbagbo startete die intensive Rekrutierung von Angehörigen der Jeunes Patriotes, um den Nachteil durch massenhafte Fahnenflucht in der vergangenen Woche wieder gutzumachen. | [ 42 ] [ 38 ]        |
| Abend des 30. März                  | Offensive           | Gagnoa                 | Die FRCI eroberte Gbagbos Geburtsstadt. | [ 36 ]               |
| März                                | Politik             | Duékoué                | Ein Minister der Ouattara-Regierung besucht die Stadt. | [ 23 ]               |
| 30. März                            | Opfer               | Duékoué                | Laut einem Reporter der Ouattara-nahen Webseite „Lebanco“ liegen Leichen auf den Straßen. Im Guéré-Viertel und Milizenhauptquartier Carrefour brennen Häuser und es finden sich überall Kriegsspuren. | [ 23 ]               |
| Nacht vom 30. auf den 31. März      | Diplomatie          | Angola                 | Laut der Zeitung Lettre du Continent wurden 130 angolanische Soldaten aus dem Präsidentenpalast in Abidjan abgezogen. Ranghohe Mitglieder der angolanischen Regierungspartei MPLA sprachen sich für ein Ende der Allianz mit Gbagbo aus. | [ 43 ]               |
| Morgen des 31. März                 | Versammlung         | Abidjan                | Es kursierten Aufrufe an Mitglieder der Jeunes Patriotes, sich vor dem Präsidentenpalast zu versammeln. | [ 36 ]               |
| Morgen des 31. März                 | Offensive           | Nzianouan              | Fahrzeugkolonnen der FRCI wurden von Anwohnern der Stadt, die 130 Kilometer nordwestlich von Abidjan liegt, gesehen. | [ 44 ]               |
| Abend des 30. März oder 31. März    | Offensive           | San-Pédro              | Die FRCI erobert den wichtigsten Kakao-Exporthafen. | [ 38 ] [ 36 ]        |
| Mittag 31. März                     | Offensive           |                        | Die FRCI steht circa 100 Kilometer vor Abidjan. | [ 38 ] [ 45 ]        |
| 31. März                            | Intervention        | Abidjan                | Die im Land stationierten französischen Soldaten der Opération Licorne wurden an strategischen Punkten der Stadt positioniert. Gbagbo könne sich nur noch auf seine Spezialeinsatzkräfte stützen. Polizisten und Gendarmen hätten ihm die Gefolgschaft gekündigt. Viele Offiziere seien übergelaufen. Mehrere Generäle Gbagbos hätten sich über die südafrikanische Botschaft abgesetzt. | [ 46 ]               |
| 31. März                            | Kakaopreis          |                        | Mit dem Fall von San-Pédro sackte der Kakaopreis schlagartig um 10 Prozent ab. | [ 38 ]               |
| 31. März                            | Offensive           |                        | Die FRCI traf auf wenig Widerstand. Auch im Kakaogürtel, der Heimat Gbagbos, zogen sich seine Truppen zurück oder liefen über. | [ 38 ]               |
| 31. März                            | Gefängnis           | Abidjan                | Im Maison d’Arrêt et de Correction d’Abidjan, dem größten Gefängnis der Elfenbeinküste, wurden alle 5000 Gefangenen freigelassen und bewaffnet. | [ 38 ]               |
| 31. März                            | Offensive           | Koumassi in Abidjan    | Kämpfer der „unsichtbaren Kommandos“ sollen durch die Straßen patrouillieren. | [ 47 ]               |
| 31. März                            | Gefechte            | Adjamé in Abidjan      | Es gab schwere Gefechte um eine Gendarmeriekaserne namens Agban die auch die ganze Nacht andauerten. | [ 38 ] [ 48 ]        |
| Vergangene Wochen vor dem 31. März  | Offensive           |                        | Es gab sehr viele Krankmeldungen bei der Gendarmerie und der Polizei. Es wurde vermutet, dass diese erfolgten, um nicht in den umkämpften Stadtteilen Abobo oder Yopougon eingesetzt zu werden. | [ 38 ]               |
| 31. März                            | Kontrolle           | Abidjan                | Laut einer Korrespondentin des TV-Senders BFM TV patrouillierten französische Soldaten, vermutlich von der Opération Licorne, und waren an strategischen Punkten postiert. | [ 49 ]               |
| 31. März                            | Evakuierung         |                        | Die ONUCI begann, unterstützt durch Soldaten der Opération Licorne, mit der Evakuierung ihres zivilen Personals nach Bouaké, einer Hochburg der FRCI, bzw. nach Ghana. | [ 50 ]               |
| Tage vor dem 31. März               | Bewaffnung          |                        | Die Armee begann, Waffen an junge Anhänger der Jeunes Patriotes zu verteilen. | [ 44 ]               |
| 31. März                            | Strassensperren     |                        | Laut HRW errichtete die Armee Straßensperren. Dort wurde von Angriffen auf UN-Beamte, westliche Diplomaten, ausländische Wanderarbeiter und angebliche Ouattara-Anhänger berichtet. | [ 44 ]               |
| 31. März; 21:00 Uhr                 | Ultimatum           |                        | Ein Ultimatum von Guillaume Soro an Gbagbo lief ab. Er sollte zurückzutreten oder er würde gesucht und festgenommen. Alain Toussaint, ein Berater Gbagbos, betonte Gbagbo werde weder zurücktreten noch festgenommen werden. | [ 49 ]               |
| Abend des 31. März                  | Loyalität           | Hotel du Golf          | Die Chefs der Präsidialgarde und der Gendarmerie fanden sich bei Ouattara ein und auch die Anführer der Polizei und Armee bekundeten bis zum 1. April ihre Loyalität. | [ 48 ]               |
| Abend des 31. März                  | Politik             |                        | Ouattara ordnete eine Schließung der Grenzen und eine nächtliche Ausgangssperre für Abidjan an. | [ 49 ]               |
| 31. März; später Abend              | Medien              |                        | Der staatliche Fernsehsender Radiodiffusion-Télévision ivoirienne (RTI) begann damit ausschließlich Dokumentationen zu senden und verzichtete vollständig auf aktuelle Berichte. Berichten zufolge nahmen die FRCI die Zentrale des Senders in Abidjan ein. | [ 50 ] [ 33 ]        |
| Nacht vom 31. März auf den 1. April | Gefechte            | Abidjan                | Ein Reporter der AFP berichtete von Gefechten mit schweren Waffen in der Nähe des Präsidentenpalastes im Stadtteil Plateau. Auch die Präsidentenresidenz im Stadtteil Cocody war Ziel von Angriffen. Der Sprecher Ouattaras, Patrick Achi, bestätigte Angriffe der FRCI. In dem Telefoninterview mit der BBC gab er an, dass außer dem Präsidentenpalast und der Präsidentenresidenz das ganze Land unter Kontrolle der FRCI sei. Ob sich Gbagbo zu dem Zeitpunkt in der Residenz aufhielt, war unklar. | [ 51 ] [ 35 ] [ 49 ] |
| Nacht vom 31. März auf den 1. April | Gefechte            | Abidjan                | Es waren die ganze Nacht schwere Artilleriegefechte zwischen der FRCI und der Gbagbo-treuen Forces de défense et de sécurité (FDS) zu hören. | [ 48 ]               |
| Nacht vom 31. März auf den 1. April | Opfer               | Abidjan                | Eine 30-jährige, schwedische Mitarbeiterin der Vereinten Nationen, starb, möglicherweise an einem Querschläger, in ihrem Haus. | [ 49 ]               |
| Nacht vom 31. März auf den 1. April | Gefecht             | Abidjan                | Nach Augenzeugenberichten fand ein Gefecht mit vielen Toten zwischen den Unsichtbaren Kommandos und den FRCI um das Gebäude des RTI statt. Der angebliche Grund war das Verlangen von Ibrahim Coulibaly eine Mitteilung verlesen zu lassen, nach der er als Leiter einer militärischen Übergangsregierung die Macht übernehmen solle. Die Gefechte ermöglichten den Republikanischen Garden das Gebäude später wiederzuerobern. Ouattara und Coulibaly wiesen die Vorfälle zurück. | [ 52 ]               |